# Wahlen zum Repräsentantenhaus der Vereinigten Staaten 1944
Bei den Wahlen zum Repräsentantenhaus der Vereinigten Staaten 1944 wurden am 7. November 1944 die Abgeordneten des Repräsentantenhauses gewählt. Im Bundesstaat Maine fanden die Wahlen bereits am 11. September statt. Die Wahlen waren Teil der allgemeinen Wahlen zum 79. Kongress der Vereinigten Staaten in jenem Jahr, bei denen auch ein Drittel der US-Senatoren gewählt wurden. Gleichzeitig fand auch die Präsidentschaftswahl des Jahres 1944 statt, die der Demokratische Amtsinhaber Franklin D. Roosevelt zum vierten Mal in Folge gewann. Die Wahl war von den Ereignissen des Zweiten Weltkriegs überschattet. Kriegsbedingt gab es auch, wie bereits 1942, mehr Briefwähler durch die Soldaten, die sich außer Landes im Kriegseinsatz befanden.
Zum Zeitpunkt der Wahlen bestanden die Vereinigten Staaten aus 48 Bundesstaaten. Die Zahl der zu wählenden Abgeordneten war 435. Die Sitzverteilung basierte auf der Volkszählung von 1940.
Die Demokraten gewannen 22 Sitze hinzu und konnten mit nun 244 Mandaten ihre absolute Mehrheit ausbauen. Auf der anderen Seite verloren die Republikaner 20 Sitze und kamen nun auf 189 Mandate. Der Hauptgrund für die Gewinne der Demokraten waren Fragen um den Zweiten Weltkrieg. Im Gegensatz zu den Wahlen zwei Jahre zuvor stellten sich nun deutlich mehr Wähler hinter die Politik der Bundesregierung. Damit wollten sie die Position der Regierung und des Präsidenten im Zweiten Weltkrieg stärken. Ein weiterer Punkt für die Demokraten waren zunehmende militärische Erfolge sowohl auf dem europäischen als auch auf dem asiatischen Kriegsschauplatz.
Vor allem in den Südstaaten knüpften Gesetze das Wahlrecht an ein bestimmtes Mindest-Steueraufkommen. Dadurch wurden ärmere Weiße, vor allem aber viele Afro-Amerikaner vom Wahlrecht ausgeschlossen. Diese Einschränkungen galten bis zur Verabschiedung des 24. Zusatzartikel zur Verfassung der Vereinigten Staaten im Jahr 1964.

## Wahlergebnis
- Demokratische Partei 244 (222) Sitze
- Republikanische Partei 189 (209) Sitze
- Farmer Labor Party: 0 (2) Sitze (fusioniert mit den Demokraten)
- Wisconsin Progressive Party: 1 (2) Sitze
- Sonstige: 1 (1) Sitze

Gesamt: 435 (435)
In Klammern sind die Ergebnisse der letzten Wahl zwei Jahre zuvor. Veränderungen im Verlauf der Legislaturperiode, die nicht die Wahlen an sich betreffen, sind bei diesen Zahlen nicht berücksichtigt, werden aber im Artikel über den 79. Kongress im Abschnitt über die Mitglieder des Repräsentantenhauses bei den entsprechenden Namen der Abgeordneten vermerkt. Das Gleiche gilt für Wahlen in Staaten, die erst nach dem Beginn der Legislaturperiode der Union beitraten. Daher kommt es in den Quellen gelegentlich zu unterschiedlichen Angaben, da manchmal Veränderungen während der Legislaturperiode in die Zahlen eingearbeitet wurden und manchmal nicht.

## Weblink
- Party Divisions of the House of Representatives, 1789 to Present. In: History, Art and Archives. United States House of Representatives (englisch).